# Anselm von Eyb

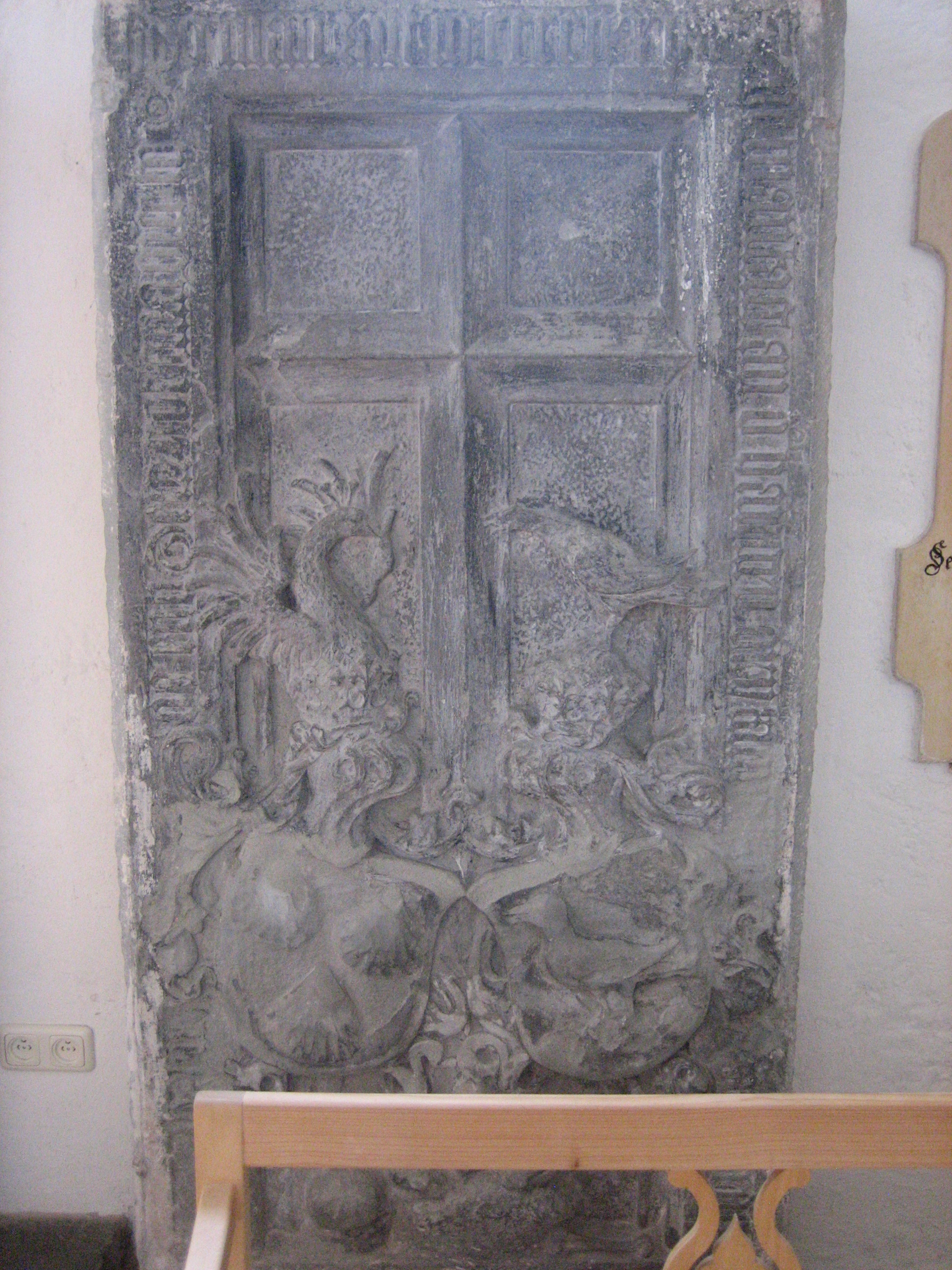
Kirche Unser Frauen zu Woringen: Epitaph Anshalm/Anselm von Eyb († 1477) mit Wappen von Eyb und von Möttelin

Anselm von Eyb, auch Anshalm von Eyb, (* 12. Oktober 1444 in Sommersdorf; † 6. Januar 1477) war ein deutscher Hofbeamter und Jurist am kaiserlichen Kammergericht. Er stammte aus dem fränkischen Adelsgeschlecht derer von Eyb.

## Leben
Anselm stammte aus der Ehe von Ludwig von Eyb dem Älteren und Magdalena Adelmann von Adelmannsfelden. Seine Geschwister waren der Hofmeister und Heerführer Ludwig von Eyb der Jüngere und der Fürstbischof von Eichstätt Gabriel von Eyb sowie die zwei Schwestern Barbara und Mathilde. Anselm war seit 1475 verheiratet mit Ursula Möttelin von Rappenstein zu Woringen. Er war ein Neffe des Schriftstellers Albrecht von Eyb.
Er studierte ab 1458 Juristerei an der Universität Erfurt und Universität Pavia in der Lombardei, wo er zum Doktor des Kaiserlichen Rechts promoviert wurde. 1467 verzichtete er auf eine fünf Jahre vorher erworbene Domherrenpfründe in Bamberg. 1471 wurde er Beisitzer am Kaiserlichen Kammergericht des Heiligen Römischen Reichs, gleichzeitig war er im Hofsold von Kaiser Friedrichs III. und hatte ein Reichslehen und Lehen bei Herzog Sigismund von Österreich-Tirol.
Anselm von Eyb nahm von Mai bis November 1468 an der Pilgerfahrt Graf Eberhards von Württemberg ins Heilige Land teil und erhielt den Ritterschlag. Sein Vater Ludwig von Eyb der Ältere und sein Bruder Ludwig von Eyb der Jüngere wurden beide ebenfalls in Jerusalem zum Ritter am Heiligen Grabe geschlagen.

## Schriften
- Pilgerbuch, 1468[2][3]